# Nova Haleshchyna
Nova Haleshchyna (ucraniano: Нова Галещина) es un sélyshche de Ucrania perteneciente al raión de Kremenchuk de la óblast de Poltava.
En 2022, el asentamiento tenía una población de 2124 habitantes. Es sede de un municipio con una población total de unos cinco mil quinientos habitantes, que incluye dieciséis pueblos como pedanías. El municipio se formó en 2016 mediante la fusión del ayuntamiento urbano de Nova Haleshchyna (que únicamente incluía como pedanías a Velyka Bezúhlibka y Horbaní) con el vecino consejo rural de Bondarí, a los que se sumaron en 2020 los consejos rurales de Vasýlivka y Piský. Además de los cinco pueblos mencionados, pertenecen al actual municipio otros once: Vasylenky, Zarudia, Ostaptsi, Révivka, Vyshniaký, Haiové, Oleksándrivka, Trudovyk, Butenký, Iosypivka y Knyshivka.
Se ubica unos 10 km al suroeste de Kozélshchyna, junto a la carretera R22 que lleva a Kremenchuk. Al norte del casco urbano fluye el río Rudka.

## Historia
Fue fundado como poblado ferroviario en torno a 1870, cuando se estableció aquí la estación ferroviaria llamada "Haleshchyna", en la línea de ferrocarril de Járkov a Nicolaiev. En el mapa del Imperio ruso, la estación se ubicó en un área de pequeñas aldeas de la vólost de Solonytsia, en el uyezd de Kremenchuk de la gobernación de Poltava. El nombre de la estación era el topónimo que tenía entonces el actual pueblo de Zarudia. En 1923, el poblado ferroviario pasó a formar parte del consejo rural de Solonytsia de la RSS de Ucrania. En 1958, Haleshchyna se fusionó con cuatro localidades rurales vecinas, formándose un asentamiento de tipo urbano llamado "Nova Haleshchyna". Hasta 2020, el área del actual municipio formaba parte del raión de Kozélshchyna.